# 평택이화초등학교
평택이화초등학교(平澤梨花初等學校)는 대한민국 경기도 평택시에 있는 공립 초등학교이다.

## 연혁
- 2016.03.01 평택이화초등학교 개교
- 2016.03.01 초대 석준모 교장 취임
- 2016.03.01 30학급 편성(유치원 3학급 포함)
- 2016.06.01 32학급 편성(유치원 3학급 포함)
- 2016.08.26 초등학교 36학급 편성, 병설유치원 3학급 편성
- 2016.12.29 제1회 졸업(남자 40명, 여자 66명, 합계 106명)
- 2018.01.10 제2회 졸업식(남자 108명, 여자 102명, 합계 210명)
- 2018.03.01 초등학교 47학급 편성, 병설유치원 3학급 편성
- 2019.01.10 제 3회 졸업식
- 2020.01.08 제 4회 졸업식 (총 240명)
- 2020.01.08 초대 석준모 교장 퇴임
- 2020.03.01 2대 박제은 교장 취임